# Birger Rosengren
Birger Rosengren (29 octobre 1917 - 15 octobre 1977) était un footballeur suédois, qui est médaillé olympique.

## Biographie
En neuf sélections, il participe aux Jeux olympiques de 1948, en tant que capitaine, et est averti lors du premier match contre l'Autriche. Il remporte le tournoi.

## Palmarès

### En club
- Allsvenskan : 1942–43, 1944–45, 1945–46, 1946–47, 1947–48
- Coupe de Suède : 1943, 1945

### En sélection
- Médaille d'or : 1948